# Macrosiphum laseri
Macrosiphum laseri är en insektsart. Macrosiphum laseri ingår i släktet Macrosiphum och familjen långrörsbladlöss. Inga underarter finns listade i Catalogue of Life.